# Miyazaki Yasusada

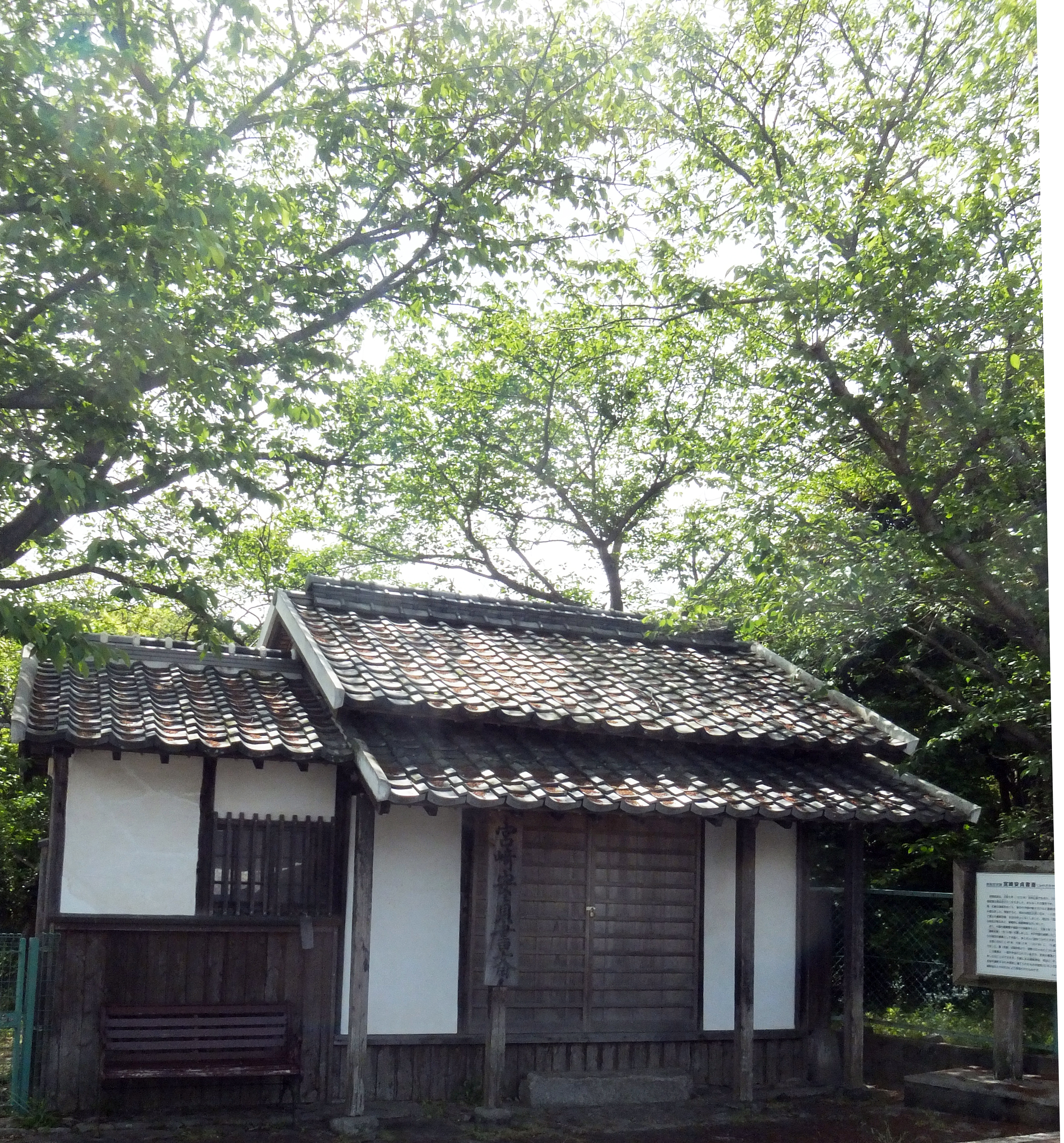
Studierklause von Miyazaki Yasusada, an einem Teich in Myōbaru, (Fukuoka) gelegen

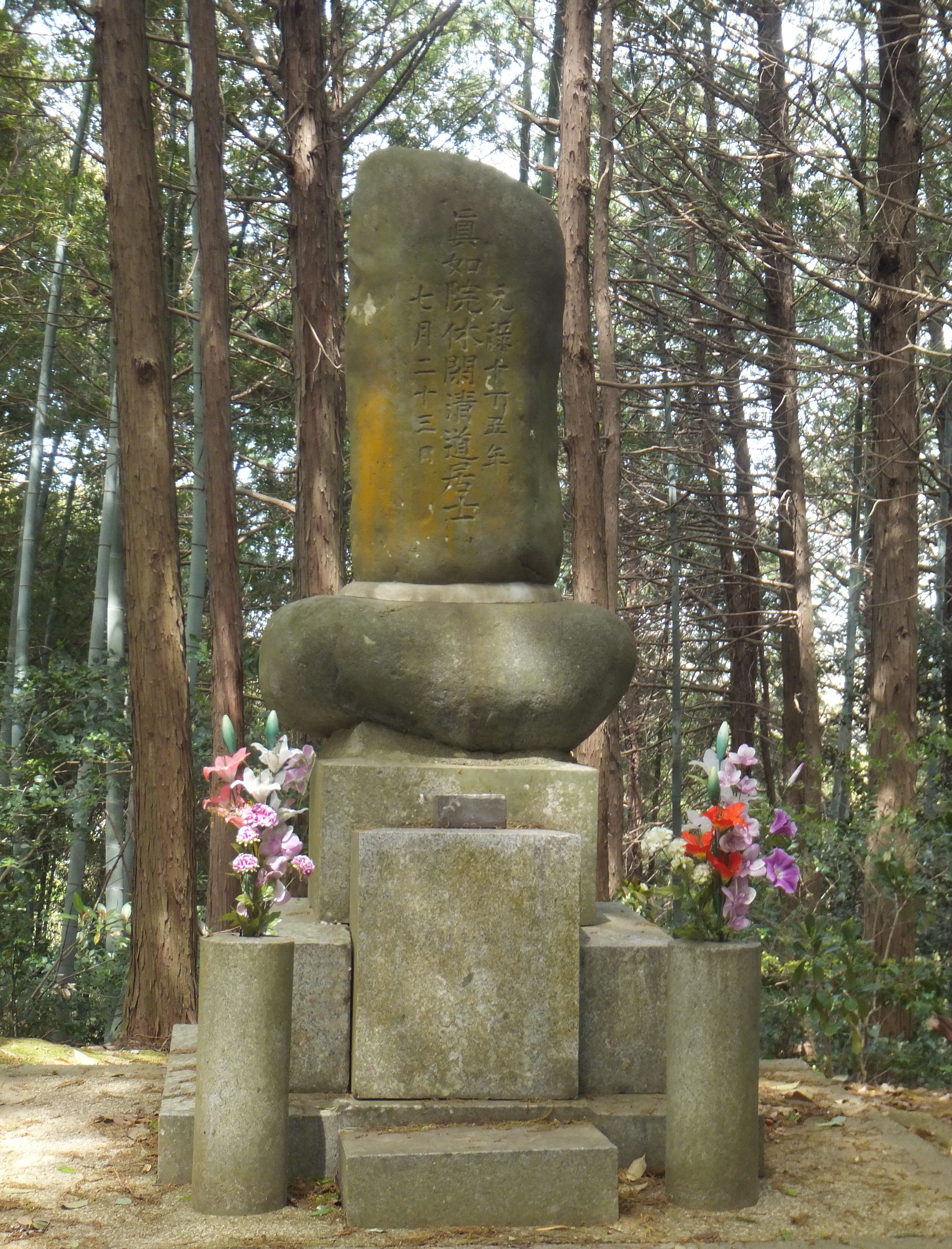
Grabstätte von Miyazaki Yasusada in der Nähe seiner Studierklause

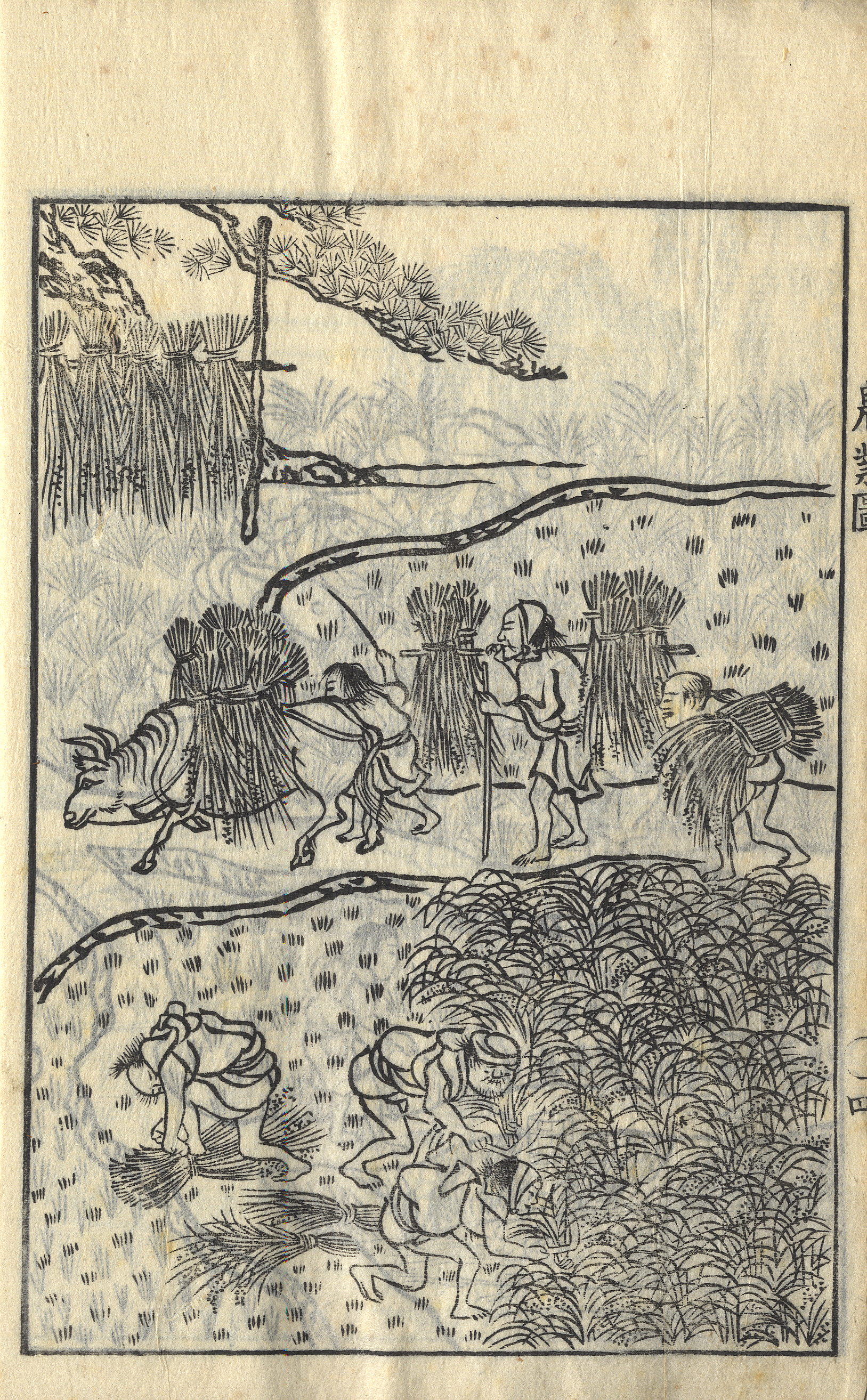
Reisernte im Nōgyō zensho, Band 1

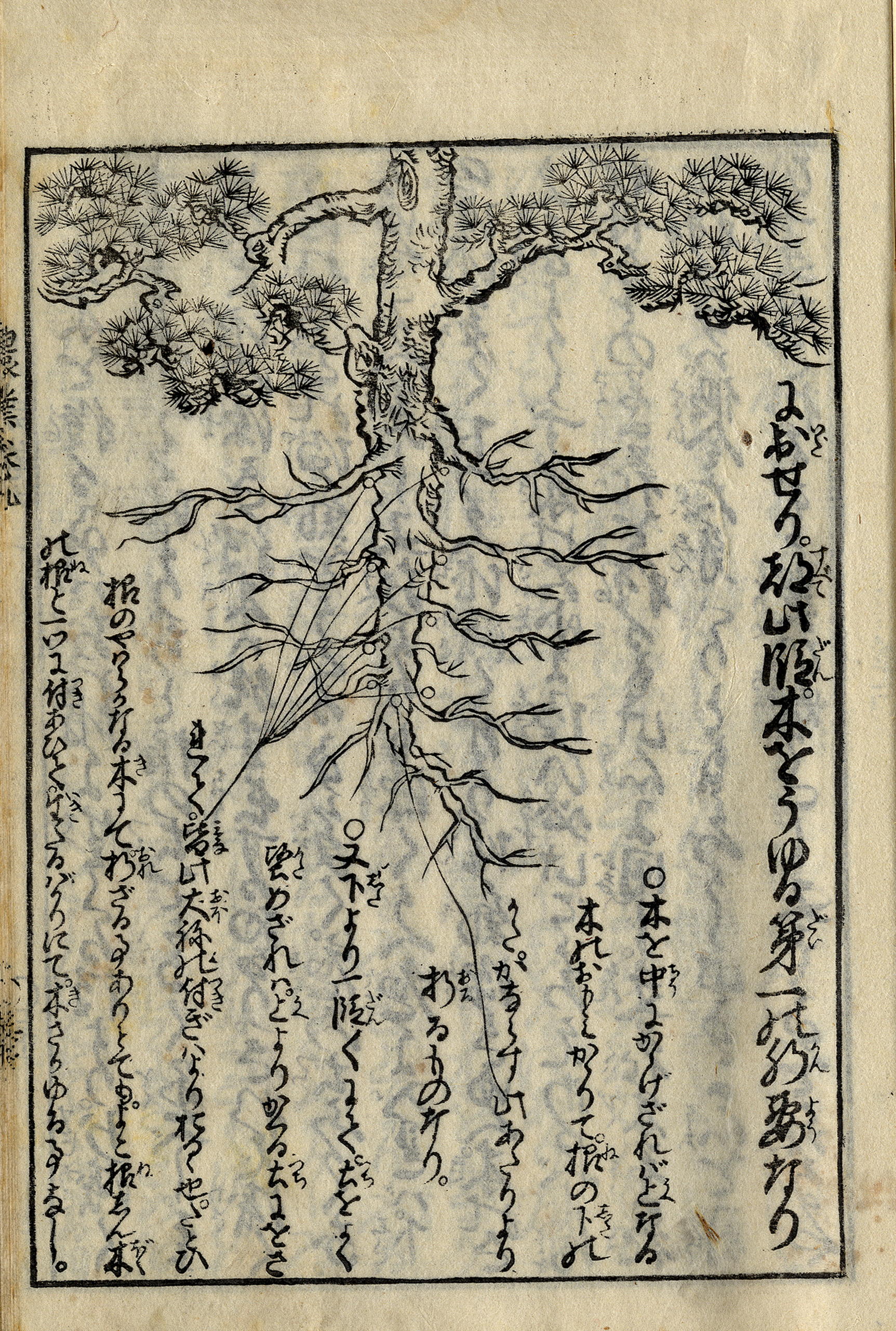
Baum und Baumwurzeln im Nōgyō zensho, Band 9

Miyazaki Yasusada (japanisch 宮崎 安貞; * 1623 in der Provinz Aki (heute Präfektur Hiroshima); † 8. September 1697 in Myōbaru, Distrikt Shima, Provinz Chikuzen (heute Westbezirk der Stadt Fukuoka); jap. Kalender: Genna 9 – Genroku 10/7/23) war ein japanischer Agrar-Gelehrter, der das erste einheimische Fachbuch über Landwirtschaft publizierte. Sein im Alltag verwendeter Rufname war Bundayū (文太夫). Miyazaki Yasusada gilt in Japan heute mit Ōkura Nagatsune (1768–1861) und Satō Nobuhiro (1769–1850) als einer der 'Drei Großen Agrargelehrten' (San dai nōgakusha) der Edo-Zeit.

## Leben
Miyazaki Yasusada wurde 1623 im Lehen (han) Hiroshima des Asano-Klans der Provinz Aki als Sohn des Samurai Miyazaki Giemon (宮崎 儀右ェ門) geboren. Der mit einer kleinen Länderei belehnte Vater verwaltete die Waldungen des han.
Da Nachfolge im Amt des Vaters gewöhnlich den erstgeborenen Sohn vorbehalten war, musste Yasusada als zweiter Sohn sein Auskommen anderswo suchen. Im Alter von 25 Jahren trat er zunächst in die Dienste von Kuroda Tadayuki (黒田 忠之), dem Fürsten (Daimyō) des Lehens Fukuoka in der Provinz Chikuzen (heute Präfektur Fukuoka). Nach einiger Zeit gab er diese Stelle jedoch wieder auf und zog durch die westlichen Regionen des Archipels, um die Lage und Probleme der Landwirtschaft zu erkunden. Schließlich kehrte er in das Lehen Fukuoka zurück und nahm seinen Wohnsitz im Dorf Myōbaru, Distrikt Shima (志摩郡女原村).
In Fukuoka lebte zu jener Zeit der renommierte Neo-Konfuzianer und Naturkundler Kaibara Ekiken, der sich u. a. mit den Heilmittel-Ressourcen Japans befasste. Im Jahre 1687 arrangierte dieser eine gemeinsame Audienz beim Landesherren, und Miyazaki wurde im Alter von 62 Jahren erneut mit einer kleinen Länderei belehnt. Dies gab seinen Bemühungen um die Verbesserung des regionalen Landbaus einen erheblichen Aufschwung. 
Er starb im Alter von 75 Jahren – kurz vor dem Druck seines bahnbrechenden Manuskripts. Seine Studierklause und das Grab befinden sich im noch immer ländlich geprägten Myōbaru, heute Teil des Bezirks Nishi-ku der Stadt Fukuoka.

## Werk
Miyazaki erschloss Neuland, pflanzte Waldstreifen als Windschutz und legte Teiche zur Bewässerung der Reisfelder an. Von diesen Aktivitäten zeugt noch heute ein über 6,5 ha großes, ‚Miyazaki-Erschließung’ (Miyazaki-biraki) genanntes Feldareal. 
Dank des Engagements von Kaibara Ekiken erschien sein Buch im Jahre 1697 unter dem Titel Nōgyō zensho (,Kompendium der Landwirtschaft’農業全書). Das Vorwort stammt von Kaibara, der angefügte elfte Teil von dessen Bruder Rakuken (貝原楽軒). Miyazaki wurde zwar von dem 1639 durch Xú Guāngqǐ (徐光啟) publizierten chinesischen Buch Nóng zhèng quán shū (農政全書, ‚Kompendium der Agrarmaßnahmen’) inspiriert, war sich jedoch, wie Kaibara Ekiken, der spezifischen Bedingungen Japans bewusst und konnte zudem aus dem reichen Schatz seiner langjährigen Untersuchungen schöpfen. Er versuchte, der Landwirtschaft ein wissenschaftliches Fundament zu geben und zugleich lesbar zu bleiben, um die Landbevölkerung zu erreichen. Das Werk behandelt Bodenarten, Düngungsverfahren, Viehzucht, vielerlei Sorten von Reis, Getreide, Gemüse, nutzbaren Wildpflanzen, Bäumen, Früchten, Heilpflanzen usw. Das ,Kompendium der Landwirtschaft’ ist eine Aufklärungsschrift – auch weil es der Landbevölkerung deutlich macht, dass der Mensch zur Verbesserung seiner Lebensbedingungen die Natur und die durch sie gegebenen Bedingungen studieren und sich auf diese einstellen muss.
Das im Holzblockdruck herausgegebene illustrierte ‚Kompendium der Agrarmaßnahmen’ wurde in der Edo-Zeit wiederholt aufgelegt und übte einen starken Einfluss auf über ein Dutzend weiterer Bücher zur Agrarwirtschaft aus.